# Hans Ferdinand Fuhs

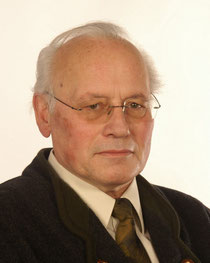
Hans Ferdinand Fuhs

Hans Ferdinand Fuhs (* 20. Dezember 1942 in Bad Godesberg; † 10. Juli 2023) war ein deutscher römisch-katholischer Theologe und Orientalist sowie Alttestamentler.

## Leben
Hans Ferdinand Fuhs wurde am 20. Dezember 1942 in Bad Godesberg geboren. Bereits in früher Jugend war er der Musik zugewandt und lernte Klavier. Nach dem Abitur am Apostelgymnasium in Köln wurde er als Pianist Stipendiat und Meisterschüler an der Musikhochschule Köln. Er studierte sodann in Bonn, Freiburg im Breisgau, Jerusalem, Kairo und Addis Abeba die Fächer Katholische Theologie und Orientalistik. Im Sommersemester 1963 wurde er Mitglied der Vereinigung katholischer Theologen Burgundia im Collegium Albertinum zu Bonn. 1966 wurde er an der Rheinischen Friedrich-Wilhelms-Universität Bonn zum Doktor der Philologie in den Fachbereichen Semitistik und Islamwissenschaft promoviert. Im Jahr 1969 empfing er das Sakrament der Priesterweihe durch Joseph Kardinal Höffner im Kölner Dom. 1971 wurde er in Bonn mit einer Arbeit zur äthiopischen Übersetzung des Buches Hosea zum Doktor der Theologie promoviert. 1977 habilitierte er sich an der Otto-Friedrich-Universität Bamberg mit der Habilitationsschrift Sehen und Schauen. Die Wurzel hzh im Alten Orient und im Alten Testament.
1982 wurde er als Professor für Geschichte und Umwelt des Alten Testaments und biblisch-orientalische Sprachen an die Julius-Maximilians-Universität Würzburg berufen. 1986 erfolgte seine Ernennung zum Professor für Exegese des Alten Testamentes an der Theologischen Fakultät Paderborn. Fuhs galt als Experte für alten Texte, die in Hebräisch, Arabisch oder Keilschrift verfasst worden waren.  Er war  als Wissenschaftler stark vom zweiten Vatikanischen Konzil geprägt und  gehörte damit zu der Generation katholischer Exegeten, die nach der lehramtlichen Anerkennung dieser Methode erstmalig die biblischen Schriften historisch-kritisch erforschen.  Im Alten Testament erforschte er insbesondere das Buch des Propheten Ezechiel, welches er für die Reihe »Die neue Echter Bibel« in zwei Bänden kommentierte (1984 und 1988). Sein zweiter Forschungsschwerpunkt war die Weisheitsliteratur. Auch in diesem Bereich hinterließ er einen Kommentar zum Buch der Sprichwörter in der Reihe »Die neue Echter Bibel« (2001).
Neben seinen universitären Verpflichtungen war Fuhs von 1982 bis 1993 Pfarrverweser in Würzburg-Oberdürrbach, danach in Kommern in der Eifel. Nach seiner Entpflichtung im April 2008 war er als Seelsorger im Seelsorgebereich Veytal tätig. Zudem war er im Vorstand des Vereinskartells, Präses der Kommerner St.-Sebastianus-Schützenbruderschaft und Mitglied der Freiwilligen Feuerwehr zuletzt im Dienstrang eines BrandInspektor in Kommern.
Hans Ferdinand Fuhs starb im Juli 2023 im Alter von 80 Jahren.

## Schriften
- Die äthiopische Übersetzung des Propheten Micha. Edition und textkritischer Kommentar nach den Handschriften in Oxford, London, Paris, Cambridge, Wien und Frankfurt am Main (= Bonner biblische Beiträge. Band 23). Hanstein, Bonn 1968, OCLC 913481326 (zugleich Dissertation, Bonn 1966).
- Die äthiopische Übersetzung des Propheten Hosea. Edition und textkritischer Kommentar nach den Handschriften in Berlin, Cambridge, Frankfurt a.d. Oder, London, München, Oxford, Paris und Wien (= Bonner biblische Beiträge. Band 38). Hanstein, Bonn 1971, OCLC 831092689 (zugleich Dissertation, Bonn 1971).
- Sehen und Schauen. die Wurzeln hzh im Alten Orient und im Alten Testament. Ein Beitrag zum prophetischen Offenbarungsempfang (= Forschung zur Bibel. Band 32). Echter-Verlag, Würzburg 1978, ISBN 3-429-00547-7 (zugleich Habilitationsschrift, Bamberg 1977).
- Ezechiel 1 - 24 (= Die neue Echter-Bibel. Kommentar zum Alten Testament mit der Einheitsübersetzung. Lieferung 7). Echter-Verlag, Würzburg 1984, ISBN 3-429-00873-5.
  - Ezechiel 1 - 24 (= Die neue Echter-Bibel. Kommentar zum Alten Testament mit der Einheitsübersetzung. Lieferung 7). 2. unveränderte Auflage, Echter-Verlag, Würzburg 1986, ISBN 3-429-00873-5.
- Ezechiel 25 - 48 (= Die neue Echter-Bibel. Kommentar zum Alten Testament mit der Einheitsübersetzung. Lieferung 22). Echter-Verlag, Würzburg 1988, ISBN 3-429-01137-X.
- Sprichwörter (= Die neue Echter-Bibel. Kommentar zum Alten Testament mit der Einheitsübersetzung. Lieferung 35). Echter-Verlag, Würzburg 2001, ISBN 3-429-02133-2.
- Das Buch der Sprichwörter. Ein Kommentar (= Forschung zur Bibel. Band 95). Echter-Verlag, Würzburg 2001, ISBN 3-429-02335-1.